# 二輪車限定ツーリングプラン
二輪車限定ツーリングプラン（にりんしゃげんていツーリングプラン）とは、東日本高速道路、中日本高速道路、西日本高速道路のNEXCO3社の期間限定の周遊型企画商品。二輪車ユーザーの使い勝手を考えたエリア設定で、2017年に初めて登場した。
オートバイユーザーや業界団体の支持をうけた国会議員の政治団体が強く働きかけたことが誕生の背景にある。